# The Great Awakening
The Great Awakening (El gran despertar) (1941) és una pel·lícula històrica dirigida per Reinhold Schünzel als Estats Units. Els protagonistes són Alan Curtis, Ilona Massey i Billy Gilbert. La pel·lícula va ser produïda per Gloria Pictures Corporation, i realitzada per United Artists.
La pel·lícula, de vegades és coneguda pel títol alternatiu de New Wine (Vi Nou), i fou la darrera pel·lícula dirigida per Schünzel que s'havia exiliat de l'Alemanya nazi.

## Trama
El compositor austríac Franz Schubert, que és mestre d'escola, fuig de Viena per evitar el reclutament, ja que ha esclatat la guerra. Marxa cap a Hongria on entra a treballar en una granja com a esquilador d'ovelles, tot i que és molt maldestre. Schubert troba un piano i el toca. Anna, l'administradora de la granja, s'enamora del músic i de la seva música, i l'amor és compartit.

## Repartiment
- Alan Curtis - Franz Schubert
- Ilona Massey - Anna
- Billy Gilbert - Poldi
- Binnie Barnes - Comtessa Carolinda
- Sig Arno - Maestro Frascini
- Barnett Parker - Duc
- Albert Bassermann - Ludwig van Beethoven
- Kenneth Farrell - Home jove
- Ann Stewart - Dona jove
- Gilbert Esmeril - Director de l'escolar
- George O'Hanlon - Peppi
- Forrest Tucker - Moritz
- Maynard Holmes - Wilhelm
- Marion Martin - Mitzi, la tavernera
- Paul Sutton - Capatàs de la granja
- Sterling Holloway - Otto, el comptable
- John Qualen - Hasslinger Empleat
- Richard Carle - Karl Hasslinger